# غابة باينام
غابة باينام من أشهر الغابات بولاية الجزائر وتبعد عن الجزائر العاصمة بـ 15كم إذ تتربع على مساحة 590 هآ وتجاور بدورها 05 بلديات وهي الرايس حميدو ،عين بنيان،الحمامات، بوزريعة، بني مسوس

## وصف
تعد غابة باينام محطة سياحية باكتياز يقصد العديد من الزوار والبالغ عددهم 800 شخص يوميا ويزداد العدد في نهايةالأسبوع

## التنوع البيولوجي
يخفي التراث البيئي للغابة ثراء الحيوانات والنباتات ويشكل رئة لولاية الجزائر. إنها مجموعة تلال يتراوح ارتفاعها بين 80 و300 م وتمثل السفوح الغربية لجبل بوزريعة يتكون الطابق السفلي من صخور متحولة (ميكاسكيست) مغطاة بصخور مصدر طينية ورمال بليوسين حمراء، إلى الغرب. التربة التي نشأت هناك هي نباتات بدائية حمضية داعمة تتكون من بلوط الفلين، بلوط القرميس، الصنوبر الحلبي، الزيتون. لا تزال هناك مواقع تتنوع فيها الأشنات بشكل جيد ولكنها تخضع للتغييرات البيئية بحيث لم يعد الحفاظ عليها ممكنًا. لقد أدى تحويل بعض قطع الأراضي إلى مزارع الأوكالبتوس إلى تغيير المناظر الطبيعية تمامًا وأثر أيضًا أو جعل من الصعب الحفاظ على مصادر المياه أو الشجيرات. تأثرت الحيوانات بالتأكيد أيضًا. من ناحية أخرى، ساعد تركيب المشتل على الإدخال الإيجابي لبعض الأنواع مثل أطلس أرز أو اختبار التكيف لشجرة تاسيلي السرو.

## النظم البيئية
تعد غابة بيئة حيوية طبيعية استثنائية ومساحة اجتماعية وثقافية واسترخاء، تلعب الغابة دورًا حيويًا في الحماية من التآكل المائي للبنى التحتية والتجمعات الواقعة على ساحل المصب. هذه الوظيفة وحدها تجعلها واحدة من أكثر المواقع حساسية في منطقة الجزائر الساحلية بأكملها. فقط حالة المنطقة المحمية (محمية طبيعية) يمكنها إنقاذ هذه الغابة والحفاظ عليها من زحف التحضر والاعتداءات الأخرى (إزالة الغابات، حرائق الصيف، التطهير)

## تهديدات
- حرائق الغابات التي تنتشر في موجات الحر والتي أتلفت قرابة 20 هآ[3]
- إنتشار الخنازير البرية[4]
- التلوث البيئي الناتج عن رمي النفايات بشكل عشوائي[5][6][7]

## وصلة خارجية
- مسارات الجزائر السياحية